# Gnidia welwitschii
Gnidia welwitschii är en tibastväxtart som beskrevs av William Philip Hiern. Gnidia welwitschii ingår i släktet Gnidia och familjen tibastväxter. Inga underarter finns listade i Catalogue of Life.